# Родионова, Екатерина Ивановна
Екатерина Ивановна Родионова (5 декабря 1904, Половинное, Тобольская губерния — 27 января 1972, Половинное, Курганская область) — колхозница, бригадир тракторной бригады Половинской МТС, Герой Социалистического Труда (1957).

## Биография
Екатерина Базарова родилась 5 декабря 1904 года в крестьянской семье в селе Половинном Половинской волости Курганского уезда Тобольской губернии, ныне село — административный центр Половинского муниципального округа Курганской области. Русская. С ранних лет работала в поле.
Трудовую деятельность начала в 1930 году в колхозе «Пролетарский путь» Половинского района. В 1931 году вместе с мужем вступила в колхоз «Второй год пятилетки». Работала поваром в полеводческой бригаде. В 1933 году окончила курсы трактористов. В 1935 году окончила курсы по управлению трактора «ЧТЗ-Сталинец». Работала трактористкой в Половинской МТС.
В годы Великой Отечественной войны, когда её муж ушёл на защиту Родины, Екатерина Ивановна дала клятву трудиться за двоих и с честью её сдержала. Работала на тракторе С-65 «Сталинец». За большой вклад в сельское хозяйство она награждена медалью «За доблестный труд в Великой Отечественной войне 1941—1945 гг.».
После упразднения МТС перешла на работу в совхоз «Степной». Участвовала в освоении целинных земель. В 1955—1956 годах совхоз «Степной» освоил более 10 тысяч гектаров целинных земель. Екатерина Родионова на тракторе ДТ-54 вспахала в этот период 3139 гектаров целины. За этот доблестный труд она была удостоена в 1957 году звания Героя Социалистического Труда.
После выхода на пенсию в 1959 году, продолжила ещё 10 лет трудиться на тракторе, и ушла на заслуженный отдых в 1969 году.
В 1964 году участвовала во Всесоюзном совещании женщин-механизаторов, созванном в Москве по инициативе журнала «Крестьянка».
Избиралась депутатом Курганского областного и Половинского районного советов депутатов трудящихся.
Проживала в селе Половинном.
Екатерина Ивановна Родионова скончалась 27 января 1972 года в селе Половинном Половинского сельсовета Половинского района Курганской области, ныне село — административный центр Половинского муниципального округа той же области. Похоронена на кладбище села Половинного.

## Награды
- Герой Социалистического Труда — указом Президиума Верховного Совета СССР от 11 января 1957 года;
  - Орден Ленина
  - Медаль «Серп и Молот»
- Медаль «За доблестный труд в Великой Отечественной войне 1941—1945 гг.»
- Медаль «За освоение целинных земель»
- Почётный гражданин села Половинное.

## Память
- Именем Екатерины Родионовой названа улица в селе Половинном.
- На доме, где проживала Екатерина Родионова, на углу улиц Яковлева и Советской в селе Половинном, была установлена мемориальная доска. Впоследствии снята и хранится в районном музее.

## Семья
- Отец, Иван Тимофеевич Базаров.
  - Сёстры: Хавронья и Мария (у ней муж Метальников Григорий Григорьевич).
  - Брат Николай, расстрелян 9 декабря 1937 года. Многодетная семья «врага народа» была выселена. Из шестерых детей трое умерли через год, следом умерла и их мать. Родионовы усыновили племянников Александра (1925—1943, пропал без вести на фронте), Василия и Любовь (в замужестве Кузьмина, у ней сын Кузьмин Валерий Владимирович).
- Муж Гавриил Петрович Родионов (1907 — 6 марта 1945, Плессен, Восточная Пруссия), тракторист.
  - Детей не было, только приёмные.